# Ромеро, Анхель Родриго
А́нхель Родри́го Роме́ро Вильямайор (исп. Ángel Rodrigo Romero Villamayor; родился 4 июля 1992 года в Асунсьоне, Парагвай) — парагвайский футболист, нападающий клуба «Коринтианс» и сборной Парагвая. Брат полузащитника Оскара Ромеро.

## Клубная карьера
Ромеро — воспитанник клуба «Серро Портеньо». 15 мая 2011 в матче против «Хенераль Кабальеро» он дебютировал в парагвайской Примере. 29 мая в поединке против «Спортиво Лукеньо» Анхель забил свой первый гол за клуб. В составе «Серро Портеньо» он дважды стал чемпионом Парагвая.
В 2014 году Ромеро перешёл в бразильский «Коринтианс». 18 июля в матче против «Интернасьонала» он дебютировал в бразильской Серии А. 10 мая 2015 года в поединке против «Крузейро» Анхель забил свой первый гол за «Коринтианс».
В 2019 году перешёл в аргентинский «Сан-Лоренсо», где спустя пять лет воссоединился в одной команде со своим братом-близнецом Оскаром.

## Международная карьера
7 сентября 2013 года в отборочном матче чемпионата мира 2014 года против сборной Боливии Ромеро дебютировал за сборную Парагвая. 15 ноября 2014 года в товарищеском матче против сборной Перу Анхель забил свой первый гол за национальную команду.

### Голы за сборную Парагвая
| #   | Дата            | Место                                    | Противник | Счёт | Результат | Соревнование                     |
| --- | --------------- | ---------------------------------------- | --------- | ---- | --------- | -------------------------------- |
| 01. | 15 ноября 2014  | Фелисиано Касерес, Луке, Парагвай        | Перу      | 1:0  | 2:1       | Товарищеский матч                |
| 02. | 5 сентября 2017 | Дефенсорес дель Чако, Асунсьон, Парагвай | Уругвай   | 1:2  | 1:2       | Чемпионат мира 2018 квалификация |

## Достижения
Командные
 «Серро Портеньо»
- Чемпионат Парагвая по футболу — Апертура 2012
- Чемпионат Парагвая по футболу — Клаусура 2013

 «Коринтианс»
- Чемпионат Бразилии по футболу (Серия A) — 2017
- Чемпион штата Сан-Паулу (2) — 2017, 2018

Индивидуальные
- Футболист года в Парагвае — 2013